# Ričice (Lovinac)
Ričice falu Horvátországban Lika-Zengg megyében. Közigazgatásilag Lovinachoz tartozik.

## Fekvése
Gospićtól légvonalban 37 km-re, közúton 48 km-re délkeletre, községközpontjától légvonalban 8 km-re, közúton 10 km-re délkeletre a Likai-mező és a Gračaci-mező közötti szorosban, az 50-es számú főút mentén, az azonos nevű patak partján fekszik.

## Története
A 11–12. században a mai Ričicénél volt az ősi Hotuča megye délkeleti határa. Itt a „Gradina” nevű magaslaton állt Lukavac vára, melyet 1509-ben castrumként említenek, mint Ivan Karlović birtokában levő erősséget. A vár valószínűleg Hotuča megye székhelye is volt. Későbbi tulajdonosai a Kurjakovićok voltak. A várat Mercator térképe is ábrázolja „Lucanaz” néven. A török 1527-ben szállta meg ezt a vidéket. 1689-ben a Marko Mesić pap vezette felkelők szabadítottak fel a török uralom alól. A lakosság nagyrészt elmenekült, így a terület újra néptelen maradt. Az újratelepítés első szervezője Marko Mesić volt aki 1691 és 1712 között lényegében teljesen újratelepítette a területet. A betelepített lakosságot főként a bunyevácok képezték akik a Tengermellék és Észak-Dalmácia területéről érkeztek. 1789-ben megépült a dalmáciai főútvonal részeként Gospić-Lovinac-Gračac főút, amely a településen haladt át. Plébániáját 1790-ben alapították, melyhez 1834-ben Brničevo, Cerje, Gudara, Razbojine és Štikada falvak tartoztak. 1857-től ide tartozott Matijevići és Pršić is. Első fatemplomát 1795-ben építették. Az új egyhajós barokk templomot 1811-ben emelték. 1874-ben horvát tannyelvű iskola nyílt itt. 1878-ban a Ričica-patak kiöntése következtében nagy árvíz pusztított, amely több mint négy hónapig tartott és élelmiszerhiányt idézett elő. Az árvíz következtében eliszaposodott a gračaci Međaković-barlang víznyelője. 1880 és 1886 között a víz levezetése érdekében a Ričicát és a barlangot egy kilométer hosszú csatornával kötötték össze. 1857-ben 998, 1910-ben 740 lakosa volt. A trianoni békeszerződés előtt Lika-Korbava vármegye Gračaci járásához tartozott. Ezt követően előbb a Szerb-Horvát-Szlovén Királyság, majd Jugoszlávia része lett. 1922. június 16-án átadták a falu vasútállomását az újonnan épített Gospić – Gračac vasútvonalon. 1941. július 1-jén Gračac irányából szerb szabadcsapatok támadtak a falura, a házakat felégették az ott talált horvát lakosságot megölték. 1947-ben megkezdődött a barit bányászata a településen. 1981-ben a kevés gyermek miatt bezárták a falu iskoláját. 1991-ben lakosságának 95 százaléka horvát volt. A honvédő háború során még ez év júliusában bekerítették a szerb szabadcsapatok. Szeptembertől elkezdődtek a tüzérségi támadások és novemberre lényegében az egész települést templomával együtt lerombolták. Lakossága elmenekült. A horvát hadsereg 1995. augusztus 6-án foglalta vissza. A falunak 2011-ben 76 lakosa volt.

## Lakosság
| Lakosság változása | Lakosság változása | Lakosság változása | Lakosság változása | Lakosság változása | Lakosság változása | Lakosság változása | Lakosság változása | Lakosság változása | Lakosság változása | Lakosság változása | Lakosság változása | Lakosság változása | Lakosság változása | Lakosság változása | Lakosság változása |
| ------------------ | ------------------ | ------------------ | ------------------ | ------------------ | ------------------ | ------------------ | ------------------ | ------------------ | ------------------ | ------------------ | ------------------ | ------------------ | ------------------ | ------------------ | ------------------ |
| 1857               | 1869               | 1880               | 1890               | 1900               | 1910               | 1921               | 1931               | 1948               | 1953               | 1961               | 1971               | 1981               | 1991               | 2001               | 2011               |
| 998                | 948                | 701                | 808                | 883                | 740                | 732                | 718                | 675                | 594                | 500                | 376                | 268                | 169                | 114                | 76                 |

## Nevezetességei
- Szent Mária Magdolna tiszteletére szentelt plébániatemploma[4] 1811-ben épült, 1969-ben megújították. 1991-ben a szerbek lerombolták. Az újjáépített templomot 1998. november 15-én szentelte fel dr. Ivan Šporčić a fiume-zenggi érsekség általános helynöke. Az újjáépítés költségeihez hozzájárult a horvát településfejlesztési minisztérium, a kulturális minisztérium, Lovinac község és a rottenburgi püspökség is.

- Lukavac középkori várából, amely a falu területén levő Gradina nevű magaslaton állt mára semmi sem maradt.